# Chongmingia
Chongmingia es un género de ave primitivo perteneciente a Pygostylia que vivió durante el Aptiense. Fue encontrado en la formación Jiufotang en Chaoyang, China, siendo descrito por Wang et al. en 2016. El nombre proviene de la palabra chongming, que se refiere a un pájaro mitológico chino, y el epíteto específico es en honor al Sr. Xiaoting Zheng.

## Taxonomía
La especie se describió por primera vez en 2015. Solo se descubrió el holotipo, extraído de los sedimentos de la biota de Jehol del período Cretácico temprano en el noreste de China.  Chongmingia zhengi  representa una línea evolutiva desconocida en el momento de la descripción, ilustrando la diversidad de rasgos en las aves contemporáneas. La fúrcula en  C. zhengi  era rígida, lo que indica su bajo rendimiento y la necesidad de usar más fuerza para volar. Por otro lado, la extremidad anterior relativamente larga y el pecho y la quilla bien desarrollados pueden indicar que el ave fue capaz de proporcionar suficiente fuerza para elevarse en el aire. La presencia de gastrolitos indica la prevalencia de los herbívoros entre las aves tempranas. Según el punto de vista de unos especialista u otros C. zhengi representa un taxón hermano previamente desconocido del clado Ornithothoraces, que pertenece a Avialae, o un taxón hermano de un clado formado por todos los demás Avialae excepto Archaeopteryx.
Los creadores del género propusieron dos posibles cladogramas que representan el parentesco entre C. zhengi y los taxones relacionados. La propuesta de que el nuevo género es un grupo hermano para un clado formado por todos los demás Avialae excepto  Archaeopteryx está marcada en  verde , mientras que la hipótesis competitiva para un grupo hermano de Ornithothoraces se muestra en  azul .
|  | Sapeornis                                                              |
|  |                                                                        |
|  | \| \| Chongmingia zhengi \| \| \| \| \| \| Ornithothoraces \| \| \| \| |
|  |                                                                        |
|  | Chongmingia zhengi                                                     |
|  |                                                                        |
|  | Ornithothoraces                                                        |
|  |                                                                        |

|  | Chongmingia zhengi |
|  |                    |
|  | Ornithothoraces    |
|  |                    |

|  | Sapeornis                                                              |
|  |                                                                        |
|  | \| \| Chongmingia zhengi \| \| \| \| \| \| Ornithothoraces \| \| \| \| |
|  |                                                                        |
|  | Chongmingia zhengi                                                     |
|  |                                                                        |
|  | Ornithothoraces                                                        |
|  |                                                                        |

|  | Chongmingia zhengi |
|  |                    |
|  | Ornithothoraces    |
|  |                    |

|  | Sapeornis                                                              |
|  |                                                                        |
|  | \| \| Chongmingia zhengi \| \| \| \| \| \| Ornithothoraces \| \| \| \| |
|  |                                                                        |
|  | Chongmingia zhengi                                                     |
|  |                                                                        |
|  | Ornithothoraces                                                        |
|  |                                                                        |

|  | Chongmingia zhengi |
|  |                    |
|  | Ornithothoraces    |
|  |                    |

|  | Sapeornis                                                              |
|  |                                                                        |
|  | \| \| Chongmingia zhengi \| \| \| \| \| \| Ornithothoraces \| \| \| \| |
|  |                                                                        |
|  | Chongmingia zhengi                                                     |
|  |                                                                        |
|  | Ornithothoraces                                                        |
|  |                                                                        |

|  | Chongmingia zhengi |
|  |                    |
|  | Ornithothoraces    |
|  |                    |

|  | Sapeornis                                                              |
|  |                                                                        |
|  | \| \| Chongmingia zhengi \| \| \| \| \| \| Ornithothoraces \| \| \| \| |
|  |                                                                        |
|  | Chongmingia zhengi                                                     |
|  |                                                                        |
|  | Ornithothoraces                                                        |
|  |                                                                        |

|  | Chongmingia zhengi |
|  |                    |
|  | Ornithothoraces    |
|  |                    |

|  | Sapeornis                                                              |
|  |                                                                        |
|  | \| \| Chongmingia zhengi \| \| \| \| \| \| Ornithothoraces \| \| \| \| |
|  |                                                                        |
|  | Chongmingia zhengi                                                     |
|  |                                                                        |
|  | Ornithothoraces                                                        |
|  |                                                                        |

|  | Chongmingia zhengi |
|  |                    |
|  | Ornithothoraces    |
|  |                    |

|  | Sapeornis                                                              |
|  |                                                                        |
|  | \| \| Chongmingia zhengi \| \| \| \| \| \| Ornithothoraces \| \| \| \| |
|  |                                                                        |
|  | Chongmingia zhengi                                                     |
|  |                                                                        |
|  | Ornithothoraces                                                        |
|  |                                                                        |

|  | Chongmingia zhengi |
|  |                    |
|  | Ornithothoraces    |
|  |                    |

|  | Sapeornis                                                              |
|  |                                                                        |
|  | \| \| Chongmingia zhengi \| \| \| \| \| \| Ornithothoraces \| \| \| \| |
|  |                                                                        |
|  | Chongmingia zhengi                                                     |
|  |                                                                        |
|  | Ornithothoraces                                                        |
|  |                                                                        |

|  | Chongmingia zhengi |
|  |                    |
|  | Ornithothoraces    |
|  |                    |

|  | Sapeornis                                                              |
|  |                                                                        |
|  | \| \| Chongmingia zhengi \| \| \| \| \| \| Ornithothoraces \| \| \| \| |
|  |                                                                        |
|  | Chongmingia zhengi                                                     |
|  |                                                                        |
|  | Ornithothoraces                                                        |
|  |                                                                        |

|  | Chongmingia zhengi |
|  |                    |
|  | Ornithothoraces    |
|  |                    |

|  | Sapeornis                                                              |
|  |                                                                        |
|  | \| \| Chongmingia zhengi \| \| \| \| \| \| Ornithothoraces \| \| \| \| |
|  |                                                                        |
|  | Chongmingia zhengi                                                     |
|  |                                                                        |
|  | Ornithothoraces                                                        |
|  |                                                                        |

|  | Chongmingia zhengi |
|  |                    |
|  | Ornithothoraces    |
|  |                    |

|  | Sapeornis                                                              |
|  |                                                                        |
|  | \| \| Chongmingia zhengi \| \| \| \| \| \| Ornithothoraces \| \| \| \| |
|  |                                                                        |
|  | Chongmingia zhengi                                                     |
|  |                                                                        |
|  | Ornithothoraces                                                        |
|  |                                                                        |

|  | Chongmingia zhengi |
|  |                    |
|  | Ornithothoraces    |
|  |                    |

|  | Sapeornis                                                              |
|  |                                                                        |
|  | \| \| Chongmingia zhengi \| \| \| \| \| \| Ornithothoraces \| \| \| \| |
|  |                                                                        |
|  | Chongmingia zhengi                                                     |
|  |                                                                        |
|  | Ornithothoraces                                                        |
|  |                                                                        |

|  | Chongmingia zhengi |
|  |                    |
|  | Ornithothoraces    |
|  |                    |

|  | Sapeornis                                                              |
|  |                                                                        |
|  | \| \| Chongmingia zhengi \| \| \| \| \| \| Ornithothoraces \| \| \| \| |
|  |                                                                        |
|  | Chongmingia zhengi                                                     |
|  |                                                                        |
|  | Ornithothoraces                                                        |
|  |                                                                        |

|  | Chongmingia zhengi |
|  |                    |
|  | Ornithothoraces    |
|  |                    |

|  | Sapeornis                                                              |
|  |                                                                        |
|  | \| \| Chongmingia zhengi \| \| \| \| \| \| Ornithothoraces \| \| \| \| |
|  |                                                                        |
|  | Chongmingia zhengi                                                     |
|  |                                                                        |
|  | Ornithothoraces                                                        |
|  |                                                                        |

|  | Chongmingia zhengi |
|  |                    |
|  | Ornithothoraces    |
|  |                    |

|  | Sapeornis                                                              |
|  |                                                                        |
|  | \| \| Chongmingia zhengi \| \| \| \| \| \| Ornithothoraces \| \| \| \| |
|  |                                                                        |
|  | Chongmingia zhengi                                                     |
|  |                                                                        |
|  | Ornithothoraces                                                        |
|  |                                                                        |

|  | Chongmingia zhengi |
|  |                    |
|  | Ornithothoraces    |
|  |                    |

|  | Sapeornis                                                              |
|  |                                                                        |
|  | \| \| Chongmingia zhengi \| \| \| \| \| \| Ornithothoraces \| \| \| \| |
|  |                                                                        |
|  | Chongmingia zhengi                                                     |
|  |                                                                        |
|  | Ornithothoraces                                                        |
|  |                                                                        |

|  | Chongmingia zhengi |
|  |                    |
|  | Ornithothoraces    |
|  |                    |

En la descripción de 2018 del pigostylio basal Jinguofortis, se recuperó el género Chongmingia como un clado hermano del género anterior, y ambos se colocaron dentro de la nueva familia Jinguofortisidae.